# Streifenfarnblättriger Goldfaden
Der Streifenfarnblättrige Goldfaden (Coptis aspleniifolia) ist eine Pflanzenart aus der Gattung Coptis in der Familie der Hahnenfußgewächse (Ranunculaceae).

## Merkmale
Der Streifenfarnblättrige Goldfaden ist eine ausdauernde, krautige Pflanze, die Wuchshöhen bis 10 Zentimeter erreicht. Sie bildet ein hellbraunes Rhizom aus. Die Blätter sind zweifach bis dreifach gefiedert. Die Teilblättchen sind gestielt, eiförmig und am Rand scharf gesägt. Der Blütenstand besteht aus zwei oder drei Blüten. Er ist 8 bis 12 Zentimeter lang, oft länger als die Blätter, verlängert sich aber zur Fruchtzeit bis zu 35 Zentimeter. Die Blüten sind nickend. Die Blütenhüllblätter und Nektarblätter sind gleich gefärbt. Die Nektarblätter sind spitz, lineal-lanzettlich und laufen gegen ihr Ende hin schmal zungenförmig zu. In ihrer unteren Hälfte befindet sich ein Nektarium. Jede Blüte enthält 9 bis 15 Staubblätter und 6 bis 10 Fruchtblätter.
Die Blütezeit liegt im Mai.
Di Chromosomenzahl ist 2n = 18.

## Vorkommen
Die Art kommt im Nordwesten Nordamerikas, in Washington, British Columbia und in Alaska vor. Sie wächst in feuchten Nadelwäldern und Sümpfen in Höhenlagen von 0 bis 1500 Metern.

## Nutzung
Selten wird der Streifenfarnblättrige Goldfaden als Zierpflanze für Steingärten und Moorbeete genutzt.